# Perseus Karlström
Pour les articles homonymes, voir Karlström.
Perseus Karlström (né le 2 mai 1990 à Växjö) est un athlète suédois, spécialiste de la marche, triple médaillé de bronze aux Mondiaux de Doha en 2019, d'Eugene en 2022, vice-champion du monde aux Mondiaux de Budapest en 2023, et vice-champion d'Europe sur 20 km à Munich en 2022.

## Carrière
Il termine 3e de la Coupe d'Europe de marche 2017 à Poděbrady (CZE), en 1 h 20 min 40 s. Le 9 avril 2018, il établit un record personnel sur 20 km à 1 h 19 min 11 s, toujours à Poděbrady. Le 20 avril 2019, il remporte le 20 km Challenge mondial à Lazaro Cardenas, au Mexique. Le 19 mai 2019, il remporte le 20 km de la Coupe d'Europe de marche 2019 à Alytus.
Au mois de juin il bat son record de Suède du 20 kilomètres marche  en 1 h 18 min 7 s à La Corogne.
Il est médaillé de bronze du 20 km marche aux Championnats du monde d'athlétisme 2019 à Doha.
En 2022, il décroche une deuxième médaille de bronze consécutive sur 20 km aux championnats du monde organisés à Eugene. Il termine la course en 1 h 19 min 18 s, derrière les Japonais Toshikazu Yamanishi et Kōki Ikeda. Quelques jours plus tard, il obtient une nouvelle médaille de bronze dans l'épreuve du 35 km.
En 2023 il obtient la médaille d'argent à Budapest, devenant l'athlète suédois le plus médaillé en championnat du monde.

## Palmarès
| Date | Compétition              | Lieu      | Résultat | Épreuve      | Performance     |
| ---- | ------------------------ | --------- | -------- | ------------ | --------------- |
| 2017 | Coupe d'Europe de marche | Poděbrady | 2e       | 20 km marche | 1 h 20 min 40 s |
| 2018 | Coupe du monde de marche | Taicang   | 8e       | 50 km marche | 3 h 48 min 54 s |
| 2019 | Championnats du monde    | Doha      | 3e       | 20 km marche | 1 h 27 min 0 s  |
| 2021 | Coupe d'Europe de marche | Poděbrady | 1er      | 20 km marche | 1 h 18 min 54 s |
| 2021 | Jeux olympiques          | Sapporo   | 9e       | 20 km marche | 1 h 22 min 29 s |
| 2022 | Championnats du monde    | Eugene    | 3e       | 20 km marche | 1 h 19 min 18 s |
| 2022 | Championnats du monde    | Eugene    | 3e       | 35 km marche | 2 h 23 min 44 s |
| 2022 | Championnats d'Europe    | Munich    | 2e       | 20 km marche | 1 h 19 min 23 s |
| 2023 | Championnats du monde    | Budapest  | 2e       | 20 km marche | 1 h 17 min 39 s |
| 2024 | Championnats d'Europe    | Rome      | 1er      | 20 km marche | 1 h 19 min 13 s |

## Records
| Épreuve      | Performance          | Lieu      | Date             |
| ------------ | -------------------- | --------- | ---------------- |
| 20 km marche | 1 h 17 min 39 s (NR) | Budapest  | 19 août 2023     |
| 35 km marche | 2 h 23 min 44 s (NR) | Eugene    | 24 juillet 2022  |
| 50 km marche | 3 h 44 min 35 s (NR) | Melbourne | 17 décembre 2017 |